# 津軽為信
津軽 為信（つがる ためのぶ）/ 大浦為信（おおうらためのぶ）は、戦国時代から江戸時代初期にかけての武将、大名。陸奥国弘前藩初代藩主。官位は従四位下・右京大夫。

## 生涯

### 出自
津軽為信の出自には様々な説や伝承があり、南部氏支族で下久慈城主であった久慈氏の出とも、大浦守信の子とも言われる。為信の経歴は津軽氏側に残される資料と、南部氏側の資料との間で記述に食い違いがあるため、はっきりしない点が多い。
為信が南部氏の一族であったという見方は、南部氏側の資料に存在する。この見方を補強する資料が津軽家文書の中にもある。その文書は豊臣秀吉から送られたもので、宛名は「南部右京亮（なんぶうきょうのすけ）」とある。この書状は為信に宛てられたものであると推定されていることから、大浦氏が三戸南部氏、八戸の根城南部氏等と同様に南部氏の一族であったことを示す証拠の一つと推定されている。
為信の実家と言われる久慈氏の出自は、南部氏始祖である南部光行が建久2年（1191年）地頭職として陸奥糠部郡に入部して以降、その四男・七戸三郎朝清の庶子の家系が久慈に入部して久慈氏を称したとされ、室町期には南部嫡流の時政の子・信実が久慈修理助治政の養子となっている。
永禄10年（1567年）（永禄11年（1568年）説もある）、大浦為則の養子となり、大浦氏を継いで大浦城主になる。

### 謀反
弘前藩の官撰史書である『津軽一統志』によると、元亀2年（1571年）5月5日、自分の支城の堀越城から出撃、2キロメートルほど離れている石川城を工事を装いながら、突如攻略し、南部宗家である三戸南部家当主・南部晴政の叔父にあたる石川高信を自害に追い込んだ（生き延びたとする説もある）。南部晴政は、この頃には石川高信の実子でかつ晴政の長女の婿となり養嗣子であった石川信直と争っており、三戸南部家と石川家の内部抗争をいいことに為信は周りの豪族を次々に攻め始める。晴政が対立する石川家を弱体化させるため石川家の津軽地方を掠め取るよう、為信を密に唆したとの説もある。
天正3年（1575年）大光寺城の城代滝本重行を攻め、敗退するも、翌年（1576年）攻め落とす（『永禄日記』）。
天正6年（1578年）7月、予め無頼の徒輩を潜入させておき放火、撹乱で浪岡城を落城させ浪岡御所・北畠顕村（北畠親房の後裔）を自害させる。しかし奥州の貴種であった浪岡北畠氏を滅ぼした影響で安東氏との関係も悪化。安東・南部・浪岡氏勢力との戦いである六羽川合戦が起きる。
それに対し南部氏側史料によると、石川高信が津軽に入ったのを元亀3年（1572年）として、天正9年（1581年）に（為信に攻め殺されておらず）病死としている。為信は、高信から津軽郡代を継いだ次男（石川信直の弟）の石川政信に重臣として仕え、主君に取りいるために自分の実妹・久を政信の愛妾に差し出していた。天正10年（1582年）、同役の浅瀬石隠岐が死ぬや政信に、もう一人の同役の大光寺光愛を讒言し出羽国に追放させた。そして天正18年（1590年）3月、政信と於久をともども宴席に招待し油断させて毒殺し、その居城だった浪岡城を急襲占拠して津軽地方を押領したとある。しかし、これに関しては南部氏側の作意を示す証拠が存在する。民間記録『永禄日記』を初め、『南部晴政書状』や『南慶儀書状』も元亀2年の為信の石川城攻略を物語っている。そして天正年間には既に津軽地方は為信が完全に掌握しており、石川政信が津軽に入れる状況ではなかった。さらに南部氏側の主張が事実なら天正18年に挙兵した為信は、同年の小田原征伐での豊臣秀吉の元へ参陣していないことになる。現在では南部家は豪族の連合体の域を脱しておらず、「郡代」を置けるほど三戸南部氏の勢力や統制は強固なものではなかったと考えられている（そもそも主従関係ではなかった）。
ちなみに津軽氏側資料では、石川政信はその父・高信が死んだ翌元亀3年に為信に討たれているが毒殺との記載はなく、また津軽氏系譜に為信の妹は載っていない。

### 独立
天正13年（1585年）3月油川城を攻略し外が浜一帯を制圧した後、さらに田舎館城を落す。この頃、為信の正室・阿保良の弟2人（大浦為則の五男、六男）が川遊び中に溺死しているが、これは為信が後の跡目争いを避けるため義弟たちを暗殺させたと言われている。同年4月には盟友である千徳政氏が浅瀬石城を守備して南部勢3,000を奮戦によって撃退する（宇杭野の合戦）が、為信はこれに援軍を送らなかったとされ、後々盟友関係に亀裂が入るきっかけとなる。またこれ以前に天正9年（1581年）頃、北方交易の権益拡大を目論む為信は津軽アイヌと抗争状態となり、鼻和郡でアイヌ民族の掃討戦を実行した。
最上氏から得た情報により中央の豊臣政権に対する工作が必要と考え、天正13年初めて自ら上洛しようと鰺ヶ沢より海路出帆したが、暴風に巻き込まれ松前沖まで流されてしまう。それでも上洛を果たそうと、天正14年（1586年）は矢立峠を越えるルートを試みるが比内の浅利氏の妨害で、天正15年（1587年）に兵2,000と共に南部領を突き切ろうとするが南部氏に妨げられて、天正16年（1588年）には秋田口から進んだが秋田氏に阻まれて、いずれも失敗し引き返している。

### 本領安堵
天正17年(1589年）秋田実季と和睦し、自らではなかったが家臣・八木橋備中を上洛させることに成功した。豊臣氏家臣の石田三成を介して豊臣秀吉に名馬と鷹を献上し、津軽三郡（平賀郡、鼻和郡、田舎郡）ならびに合浦一円の所領を安堵された。しかし後の奥州総検地ではこの所領高4万5,000石のうち3万石が津軽領地高で、残り1万5,000石は太閤蔵入地とされた。
秀吉の小田原征伐の際には、家臣18騎を連れて為信自身が、天正18年（1590年）3月駿河国三枚橋城へ参向し、小田原へ東下する秀吉に謁見した。
一方、南部家では前田利家を頼って、為信を惣無事令に違反する逆徒として喧伝し秀吉に訴え、一度は為信は征伐の対象にされかけた。
だが早くから豊臣政権に恭順の意を示す政治的工作を行っており、天正18年4月小田原へ兵1,000を連れて参陣した南部信直に先駆け、その前月に小田原への途上の沼津で秀吉に謁見を果たしていた為信は、石田三成、羽柴秀次、織田信雄を介しての釈明が認められ独立した大名として認知されることに成功した。これには、秀吉、秀次、織田信雄の三名とも鷹狩りを好んだことを聞きつけた為信が、津軽特産の鷹を贈って友誼を結んだことも本領安堵に繋がったと見られている。
また、大浦政信が近衛尚通の落胤だという伝承にちなみ、為信は早くから廷臣の近衛家に接近して折々に金品や米などの贈物をしており、上洛した際に元関白近衛前久を訪れ「自分は前久公の祖父・尚通殿が奥州遊歴なされた際の落胤」と主張していた。近衛家に限らずその頃の公家は窮乏しており、関白職に就きたいが家柄の無い羽柴秀吉を猶子にして藤原姓を授けた近衛前久は、為信からの財政支援増額により為信も猶子とした。このときから為信は本姓を藤原として、近衛家紋の牡丹に因む杏葉牡丹の使用を許され、姓を大浦から津軽に改めている。これにより形式上は、秀吉と為信は義兄弟となった。
その後は九戸政実の乱の討伐や文禄・慶長の役、伏見城普請などに功績を挙げた。
文禄3年（1594年）には大浦城から堀越城へ居城を移した。
慶長2年（1597年）為信は千徳政氏の子・政康が居る浅瀬石城を攻めて、かつて盟友関係にあった千徳氏を滅ぼした。

### 関ヶ原の戦いと晩年
慶長5年（1600年）1月27日、右京大夫に任官される（藤原姓）。同年の関ヶ原の戦いでは領国の周囲がすべて東軍という状況から三男・信枚と共に、東軍として参加した。しかし、嫡男・信建は豊臣秀頼の小姓衆として大坂城にあり、西軍が壊滅すると三成の子・重成らを連れて帰国している。これらを考えると、つまりは真田氏らと同様の、両軍生き残り策を狙ったとも考えられる。そのためか戦後の行賞では上野国大舘2,000石の加増に留まった（上野領については満天姫・大舘御前の項目参照）。

関ヶ原出陣中に家臣が反乱するのを恐れ、出陣前に一族である重臣の森岡信元を暗殺させるが、結局、合戦中に国許で反乱が起こって居城の堀越城を占拠された。しかし西軍敗戦の報が伝わると、反乱方は戦意喪失の上で追討されている。
その後も家中騒動にて堀越城は簡単に占拠されたりなどしたため、慶長8年（1603年）には岩木川と土淵川に挟まれた高岡（鷹岡）に新城を着工した（のちに同地は弘前と改名され、城は弘前城となる）。ただし城の建設はあまり進まず、次代の信枚に引き継がれた。
慶長12年（1607年）10月13日、嫡男・信建が京都で死去した。
同年（慶長12年）12月5日、死去。58歳。
大正4年（1915年）10月24日、従三位を贈られた。
為信の名代を務めるなど、次代として確実視されていた嫡男の信建と為信自身が相次いで死去したため、家督は三男の信枚（次男の信堅も既に死亡していた）が継いだものの、翌年、信建の嫡男熊千代（大熊）が金信則や津軽建広ら信建派の家臣に推されて、正嫡を主張し幕府に裁定を求めるお家騒動が勃発した（津軽騒動）。幕府は信枚を正嫡として公認し、建広らは追放されお家騒動は収まった。

## 墓所
弘前市藤代にある革秀寺にあり、霊屋の建物は国の重要文化財に指定されている。また、弘前市西茂森長勝寺に木像が安置されている。明治時代に入って第4代藩主で為信の曾孫にあたる信政を祀る高照神社に合祀されている。

## 人物・逸話

津軽為信の銅像

- 弘前城東門近くの弘前文化センター正面入口前には、津軽為信の銅像がある。戦前までは弘前城本丸にあった銅像は、戦時中の金属供出により撤去され、銅像出陣といわれている。2004年、新たな銅像が今の位置に設置された。
- 嫡男・信建が京に在番中に病に倒れた際、津軽にいた為信は、自身も病に陥っていたにもかかわらず、信枚を伴って京まで見舞いに訪れ、そのまま同地で没している。親子兄弟の最期の別れがしたかったから、という見解もあるが、信建が診察を受けていた名医に自分も診てもらいたかったからという説もある。いずれにせよ、その年の10月に信建は在京のまま死去し、その2ヵ月後に為信も京で死去した。
- 大浦（津軽）氏を1代で大名に引き上げた為信は、当時からその実力を高く評価されており、「天運時至り。武将其の器に中らせ給う」（『津軽一統志』）とある。
- 岩手県久慈市では地元出身の偉人とされており、久慈秋祭りには津軽為信を題材とする山車が出る[12][13]。
- 為信が着手して信枚が完成させた弘前城には、「館神」という守り神の社があった。この社は稲荷社であったが、実はその稲荷様の後ろに厨子があり、その厨子は一度も開かれることがなく、「館神」はその中に安置されていると言われていた。明治になってその「開かずの宮」の扉が開けられると、中には豊臣秀吉の木像が入っていた。為信は、幕府による改易の危険を顧みずに、津軽家を大名にしてくれた秀吉を城内に祀っていたのである。
- 肖像画や銅像などから見て取れるように、立派な髭や兜の前立ての錫杖がトレードマークである。
- 豊臣秀吉から太刀「友成」を拝領した。この太刀は歴代藩主に受け継がれた後に、最後の藩主津軽承昭が高照神社に寄進[14]。2020年現在、神社横に建設された高岡の森弘前藩歴史館に収蔵されている。

## 系譜
- 父：大浦守信?、久慈治義（信長）?
- 母：不詳
- 養父：大浦為則
- 正室：阿保良、戌姫、お福 - 大浦為則の娘
- 側室：栄源院
  - 三男：津軽信枚（1586年 - 1631年）
- 生母不明の子女
  - 長男：津軽信建（1574年 - 1607年）
  - 次男：津軽信堅（1575年 - 1597年）
  - 長女：冨 - 津軽建広室
  - 女子：兼子盛久室
- 養子
  - 男子：津軽建広（? - 1640年） - 大河内江三の次男

## 家臣
- 新屋源次郎
- 板垣将兼
- 一戸兵庫之助
- 一町田信清
- 一町田森清
- 乾安儔
- 大湯昌致
- 大湯昌吉
- 尾崎喜蔵 - 板垣将兼、多田玄蕃と共に謀反を企て、討たれる。
- 小笠原信浄 - 「大浦三老」
- 小栗山左京
- 小野茶右衛門
- 兼平綱則 - 「大浦三老」
- 兼平信秋
- 菊池刑部
- 北村宗統
- 葛原祐清（治部）
- 郡市左衛門
- 金信就
- 金信則
- 笹森建房（勘解由）
- 千徳政氏
- 多田采女
- 多田玄蕃 - 板垣将兼、 尾崎喜蔵と共に謀反を企て、討たれる。
- 田中吉祥（太郎五郎） - 六羽川合戦にて、為信の身代わりとなり討死。
- 田中宗久（宗右衛門）
- 乳井建清
- 対馬右衛門太郎
- 東海幸義（吉兵衛）
- 沼田祐光(為信の軍師)
- 服部康成
- 松野信安
- 森岡信元 - 「大浦三老」
- 森下作兵衛尉

小笠原・兼平・森岡の3名は「大浦三老」と呼ばれる。

## フィクションにおける津軽為信

### 小説
- 『津軽という家』（『戦国武将伝 東日本編』収録、今村翔吾、PHP研究所、2023年）

### ラジオドラマ
- 『為信のクリスマス』（1997年 演：伊奈かっぺい）

### ゲーム
- 『戦国無双2 Empires』（PS2、2006年 演：山田真一）
- 『戦極姫～戦乱に舞う乙女達～』（PS2/PSP、2009年 演：倉田まりや）
- 『戦極姫2〜戦乱の世、群雄嵐の如く〜』（Windows、2010年 演：倉田まりや）
- 『戦極姫2〜葉隠の乙女、戦乱に乗ず〜』（Xbox 360、2010年 演：倉田まりや）
- 『戦極姫2〜百華、戦乱辰風の如く〜 炎』（PS2、2010年 演：倉田まりや）
- 『戦極姫2〜百華、戦乱辰風の如く〜 嵐』（PSP、2010年 演：倉田まりや）
- 『戦極姫3〜天下を切り裂く光と影〜』（PS2、2011年 演：倉田まりや）
- 『戦極姫3〜天下を切り裂く光と影〜』（PSP、2012年 演：倉田まりや）
- 『戦国大戦 - 1582 日輪、本能寺より出づる-』（TCAG、2012年 演：伊智生士冶）
- 『戦極姫 -華- 〜真録・天下を切り裂く光と影〜』（Windows、2014年 演：倉田まりや）
- 『戦極姫7〜戦雲つらぬく紅蓮の遺志〜』（Windows、2016年 演：水純なな歩）
- 『戦極姫7〜戦雲つらぬく紅蓮の意思〜』（PS Vita、2017年 演：水純なな歩）
- 『津軽為信統一記』（Android / iOS、2019年）

### 演劇
- 『卍の城物語』（2017年 演：神敏将）
- 『卍の城物語2』（2018年 演：鎌田龍）
- 『卍の城物語3』（2019年 演：鎌田龍）

### その他
- 『超城合体タメノブーンV』（2016年）-弘前市が企画した市民参加型プロジェクトで誕生した巨大ロボットキャラクター。為信に因み命名された[15][16]。